# 德國—朝鮮關係

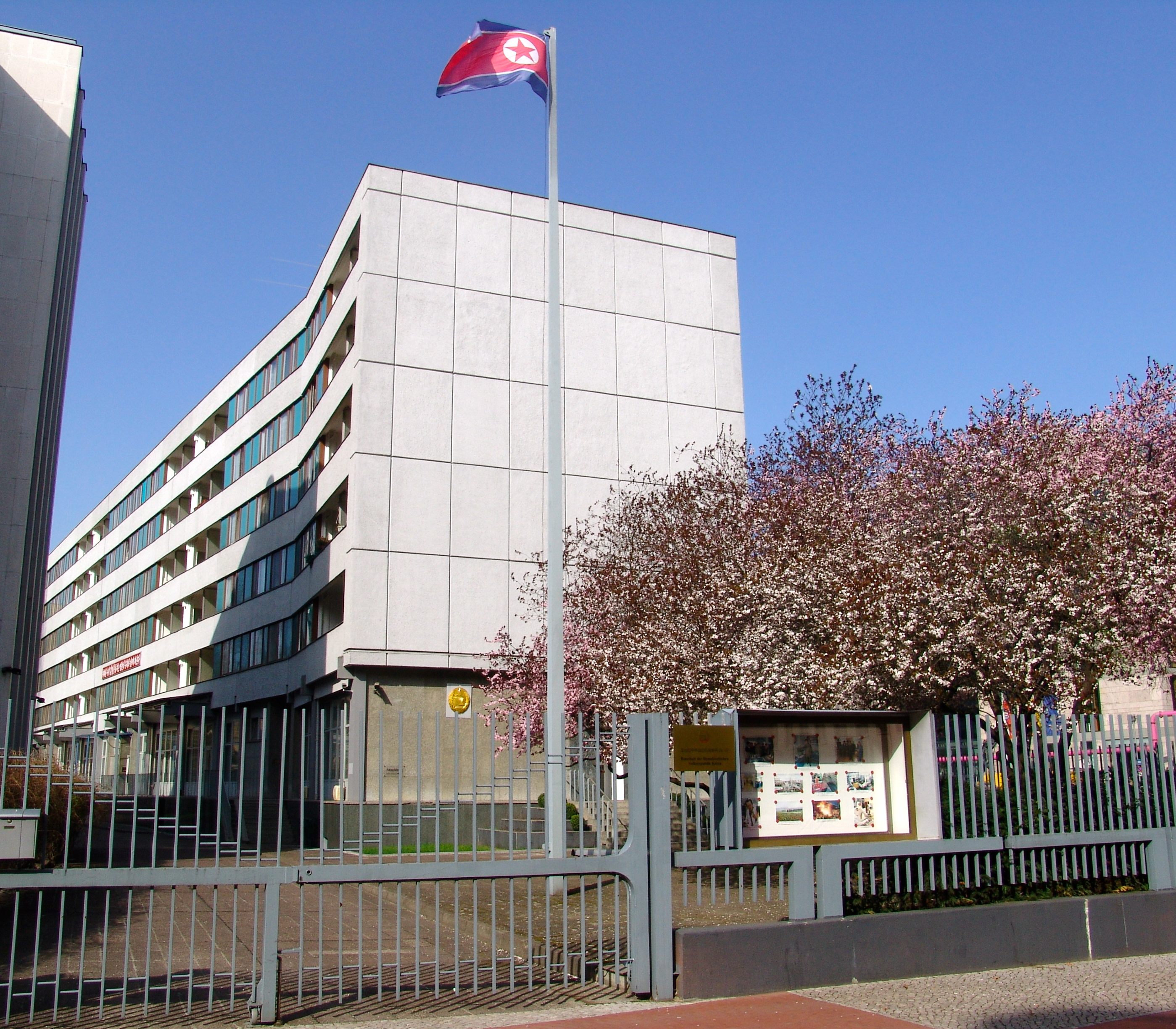
朝鲜驻德国大使馆

朝德关系或德朝关系是指德国与朝鲜民主主义人民共和国之间的双边关系。冷战期间，东德只与朝鲜保持外交关系，西德只与韩国保持外交关系。东德在德国统一后不复存在，德国和朝鲜之间外交关系因此一度中止。在无外交关系期间，两国指定了第三国的使领馆互相兼辖对方，朝鲜指定驻瑞典大使馆兼辖德国，德国指定德国驻华大使馆兼辖朝鲜。，直到2001年朝德建交，德国在平壤的大使馆仍在东德驻朝大使馆旧址，现在与瑞典和英国驻朝大使馆共用。
自两国建立外交关系以来，两国政府的部长级代表团从未互相访问过。不过，德国联邦议院议员已经对朝鲜进行了几次正式访问。英国广播公司2013年的全球服务民调显示，只有3%的德国人正面看待朝鲜的影响，90%的人持负面看法，德国也成为全世界对朝鲜持有最负面看法的国家之一。

## 历史

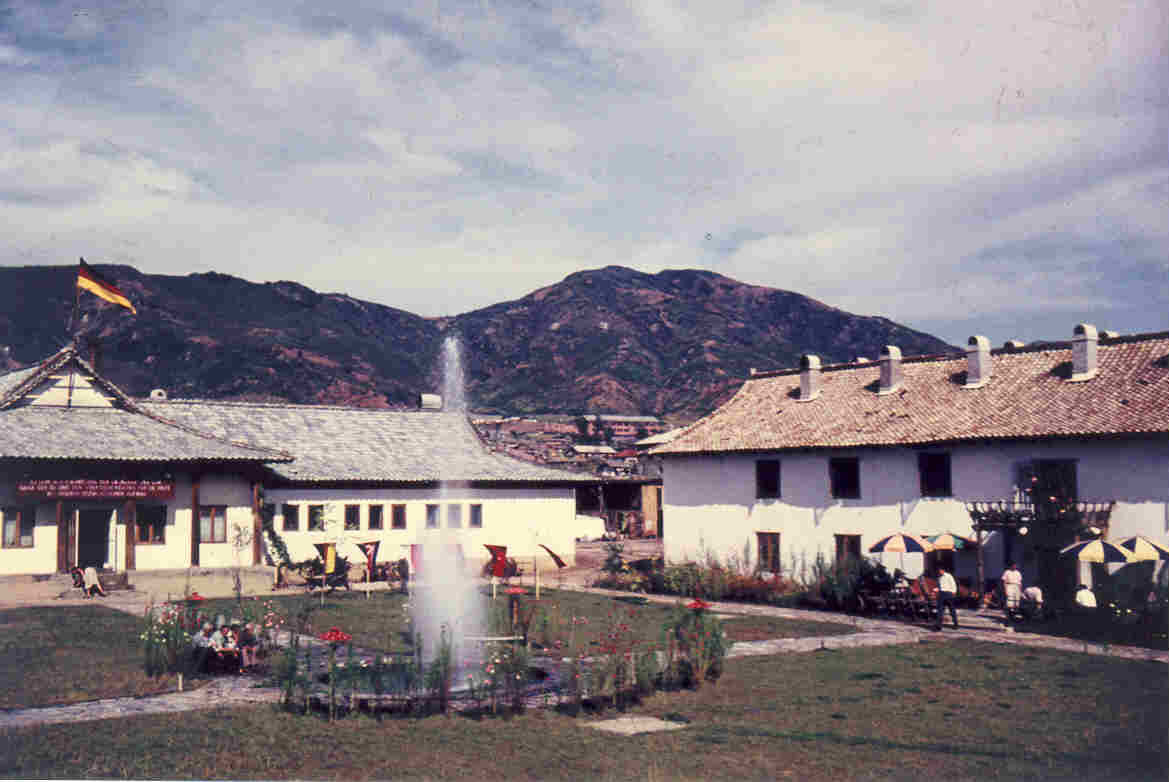
东德咸兴工作组（DAH）驻地（1958年）

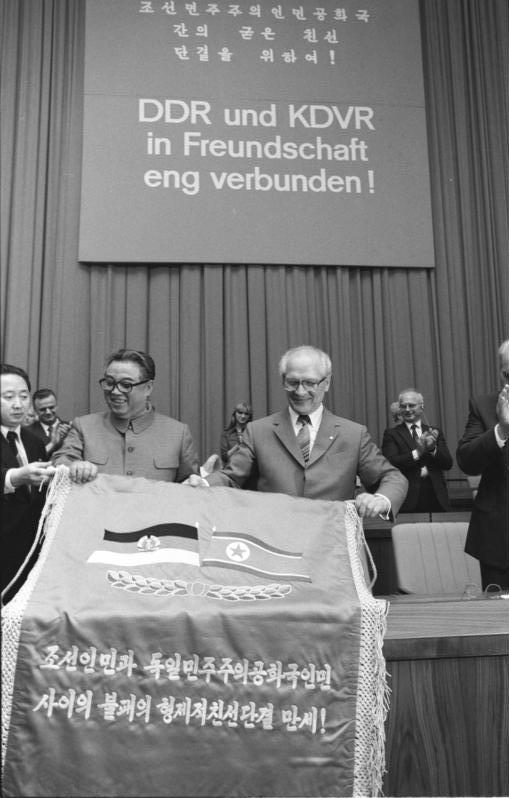
埃里希·昂纳克和金日成在柏林(1984)

第二次世界大战后，朝鲜半岛被一分为二。1948年9月9日朝鲜民主主义人民共和国成立后，金日成领导下的朝鲜与意识形态相近的德意志民主共和国建立了正式外交关系。
从1955年到1962年，东德政府帮助朝鲜重建了咸兴、兴南等在朝鲜战争期间被美国摧毁的城市。并组建了一支名为“咸兴德国工作组”（DAH）的团队，建造了住宅区和工业区、医院、学校、酒店、音乐厅和室外游泳池。
1960年中苏分裂后，朝鲜倾向中国，但东德与苏联的关系日益密切。正因为如此，一度繁盛紧密的相互关系陷入了停滞。例如，许多在东德大学学习的朝鲜交换学生不得不在1962年回到自己的祖国。一些朝鲜学生与一些德国学生或其他年轻女性订婚或结婚，并已经有了孩子，尽管他们的婚姻并不受官方允许。在这对或多或少被禁止的恋人分手后，孩子们和他们的母亲留在德国，在东德长大，而他们的父亲不得不回到朝鲜。大多数德国人再也没有见过他们的父亲、丈夫或情人。2015年，导演赵承亨拍摄了一部关于德朝家庭的电影。
1984年6月，朝鲜最高領導人金日成訪問東德，與时任东德领导人昂纳克會晤。1991年，朝鲜向昂纳克提供庇护。
苏联解体后，东德政权消亡，其驻朝鲜大使馆也随之关闭。与此同时，原朝鲜驻东柏林大使馆变成了朝鲜民主主义人民共和国在德国的利益办事处，中华人民共和国作为委托保护国。统一后的德国和朝鲜于2001年3月1日建立外交关系。

## 德国驻平壤大使馆
十年后，当德国驻平壤大使馆开设时，德国试图将朝鲜带入六方会谈，讨论朝鲜核武器计划的问题。由于最近在2016年1月、2月和9月的核试验，德国跟随联合国和欧盟实施了制裁。这对两国的双边关系产生了影响，这意味着不再有奢侈品的运输，以及武器禁运。全面禁止对外贸易和其他可能影响进一步扩大核试验的制裁。
但在国际社会对朝鲜被禁止的导弹和核武器试验做出严厉回应之前，德国一直在寻求一种和平的交流方式，为韩国学生提供奖学金或将德语带到韩国。因此，在金日成大学德国学术交流处的帮助下，德国为德国讲师提供了一个职位。早在80年代，就有两名讲师在这所大学教授德语，他们与柏林洪堡大学的韩国研究部门关系密切。从那时起，许多朝鲜人可以访问德国，并从文化交流中获利。
因为韩国前总统金大中的“阳光政策”，朝鲜与少数欧盟成员国建立更好的新外交关系成为可能，因此作为一个文化国家的德国可以与朝鲜建立歌德学院等机构。由于联合国的制裁，德国最近不能接待朝鲜研究人员，例如工程师或科学家。

## 朝鲜驻柏林大使馆
为朝鲜代表而建的这座曾经被完全占据的建筑，现在只被部分用于大使馆。官方建筑搬到了柏林的Glinkastrasse 5-7，所以这座建筑的其他部分现在被用作游客旅社。2017年5月，德国警告要关闭该旅社，以遏制平壤的核武器能力。